# 최유칭
최유칭(崔褎偁, 1082년 ~ 1170년 음력 9월)은 고려 중기의 문신이다. 본관은 수원이다.

## 생애
그는 고려시대 문벌귀족 가문인 수원 최씨였다.
1135년 ~ 1136년에 묘청의 난이 일어났을 때, 김부식을 도와 묘청 등의 서경파를 진압하는데 공을 세웠다.
1142년에는 금나라에 천추사(千秋使)로 다녀왔다.
1170년 보현원 사건을 계기로 정중부, 이의방, 이고, 채원, 이의민 등이 무신정변을 일으켜 김돈중, 김돈시, 한뢰 등 문신들을 살해하고 의종을 폐위한 뒤, 명종을 옹립하는 사건이 일어났다.
이때, 그는 이미 1165년에 고령을 이유로 벼슬에서 물러나 있는 상태였으나 무신들은 자신들을 무시했던 그에게 원한이 많았기에 샅샅이 뒤져 그를 찾아내었고 결국 정중부에 의해 살해당했다.

## 가족 관계
- 아버지 : 최자성(崔滋盛, 1065년 ~ 1143년)
- 동생 : 최유항(崔褎抗, 1099년 ~ 1145년)